# Železniční nehoda u Vraňan
Železniční nehoda u Vraňan byla srážka vlaku s osobním automobilem s následným vykolejením vlakové soupravy, která se udála v pondělí 19. března 2007 okolo 21.30 hodin ve Středočeském kraji. Rychlík Českých drah jedoucí z Prahy do Děčína se střetl s osobním automobilem Audi A8 na železničním přejezdu později označeném jako P2403 nacházejícím se na trati Praha–Děčín mezi stanicemi Vraňany a Dolní Beřkovice. Následkem srážky vykolejila lokomotiva a tři ze šesti vozů vlakové soupravy, což se ale překvapivě obešlo bez ztrát na životech. Jeden z cestujících byl s těžkým poraněním břicha převezen vrtulníkem do pražské Fakultní nemocnice Bulovka, další cestující měli jen odřeniny a pohmožděniny, lehce zraněn byl strojvedoucí.

## Před nehodou
Dne 19. března 2007 večer po deváté hodině zůstal v kolejišti zaklíněný osobní automobil Audi A8 na železničním přejezdu později označeném P2403 mezi Lužcem nad Vltavou a Horními Beřkovicemi. Zprávu o vozidle, které zasahuje do průjezdného průřezu železniční trati, podal výpravčímu železniční stanice Vraňany operační důstojník Policie ČR. Při komunikaci mezi policií a výpravčím ale došlo k nedorozumění – operační důstojník doslova řekl „na železničním přejezdu mezi Lužcem a Horníma Beřkovicema na tý hlavní trati ňákej blbec sjel ze silnice a zůstal viset na kolejích“. Slovy „mezi Lužcem a Horníma Beřkovicema“ měl na mysli silnici, nikoliv železniční trať. Oba pojmy se ale nachází i na železnici – z Vraňan vychází trať do Libochovic, na které se nachází i zastávka Horní Beřkovice, což zřejmě výpravčího zmátlo. Proč nijak nereagoval na slova „na tý hlavní trati“ a nepoložil doplňující otázky, není známo. Místo aby zastavil provoz na trati Praha–Děčín, informoval výpravčího ve Straškově, zastavil tak provoz na trati do Libochovic a operačního důstojníka ubezpečil, že žádné vlaky tam teď nejedou. Ještě před srážkou na místo dorazila hlídka PČR, která ve 21.28 (5 minut před srážkou) přivolala hasiče kvůli vyproštění vozidla.
Rychlík číslo 784 společnosti České dráhy vedený elektrickou lokomotivou 162.011 a šesti osobními vozy (4x B249 + BDs450 + A151) vyjel ze stanice Praha Masarykovo nádraží ve 20.55 hodin. Podle jízdního řádu měl jet do Děčína hlavního nádraží, kde měl pravidelný příjezd ve 22.35 hodin. Ve 21.29 hodin projel železniční stanicí Vraňany a nic netuše o uvízlém automobilu pokračoval v cestě s více než 120 cestujícími na palubě. Traťová rychlost byla v daném úseku 160 km/h, maximální rychlost vlakové soupravy byla 140 km/h. Výstražná signalizace přejezdového zabezpečovacího zařízení včas varovala všechny osoby pohybující se v blízkosti uvízlého vozidla, které tak stačily utéct do bezpečí. Strojvedoucí vlaku i přes použití rychlobrzdy srážce zabránit nedokázal.

## Nehoda
Ke střetu došlo v rychlosti 136 km/h, následně došlo k vykolejení lokomotivy a prvních třech vozů soupravy. Lokomotiva poté srazila čtyři sloupy trolejového vedení a návěstidlo automatického bloku, došlo také k poškození reléové skříně automatického bloku a stykových transformátorů a narušení betonových pražců a směrové polohy druhé traťové koleje. Jeden z vozů soupravy zůstal téměř kolmo napříč kolejím, lokomotiva skončila v poli.
Navzdory vykolejení vlaku s více než 120 cestujícími na palubě nedošlo ke ztrátám na životech, záchranáři hlásili vysoký počet lehce zraněných cestujících s odřeninami, pohmožděninami a v posttraumatickém stresu. Jediný vážně zraněný cestující byl s poraněním břicha převezen Leteckou záchrannou službou do pražské Fakultní nemocnice Bulovka, zraněn byl i strojvedoucí vlaku.
Kvůli vyšetřování začali hasiči odstraňovat škody až před šestou hodinou ráno druhého dne, mezistátní vlaky EuroCity byly vedeny odklonem po „pravobřežce“ přes Mělník a Lysou nad Labem, rychlíky zastavující v Kralupech nad Vltavou, Roudnici nad Labem a Lovosicích byly odkláněny přes Straškov a regionální vlaky byly nahrazeny náhradní autobusovou dopravou. Ve 14 hodin byly z železniční tratě odstraněny poškozené vozy a začaly práce na obnově kolejového svršku a trolejového vedení, ještě téhož dne byl částečně obnoven provoz na jedné z traťových kolejí za pomoci lokomotiv nezávislé trakce.
Tři týdny po nehodě se dvacetiletý muž z Mělnicka, vybavený sekerou a šroubovákem, pokusil odcizit hliníkové části z vykolejených osobních vozů vlakové soupravy. Svědkové jeho podezřelý pohyb nahlásili policii, která na místo dorazila tři minuty od nahlášení. Pachatele podezřelého z krádeže našli několik desítek metrů daleko ležícího v odvodňovacím kanále pod železniční tratí, kromě svého vybavení měl u sebe i pytel plný hliníkových věcí z vykolejených vozů. Nedaleko bylo nalezeno i pět kusů odšroubovaných dveří, které si tam pachatel připravil a které chtěl spolu s ostatními věcmi prodat ve sběrných surovinách. Škoda byla Českými drahami odhadnuta jen na asi 4 000 korun, protože vozidla byla určena ke šrotaci.

## Vyšetřování a soud

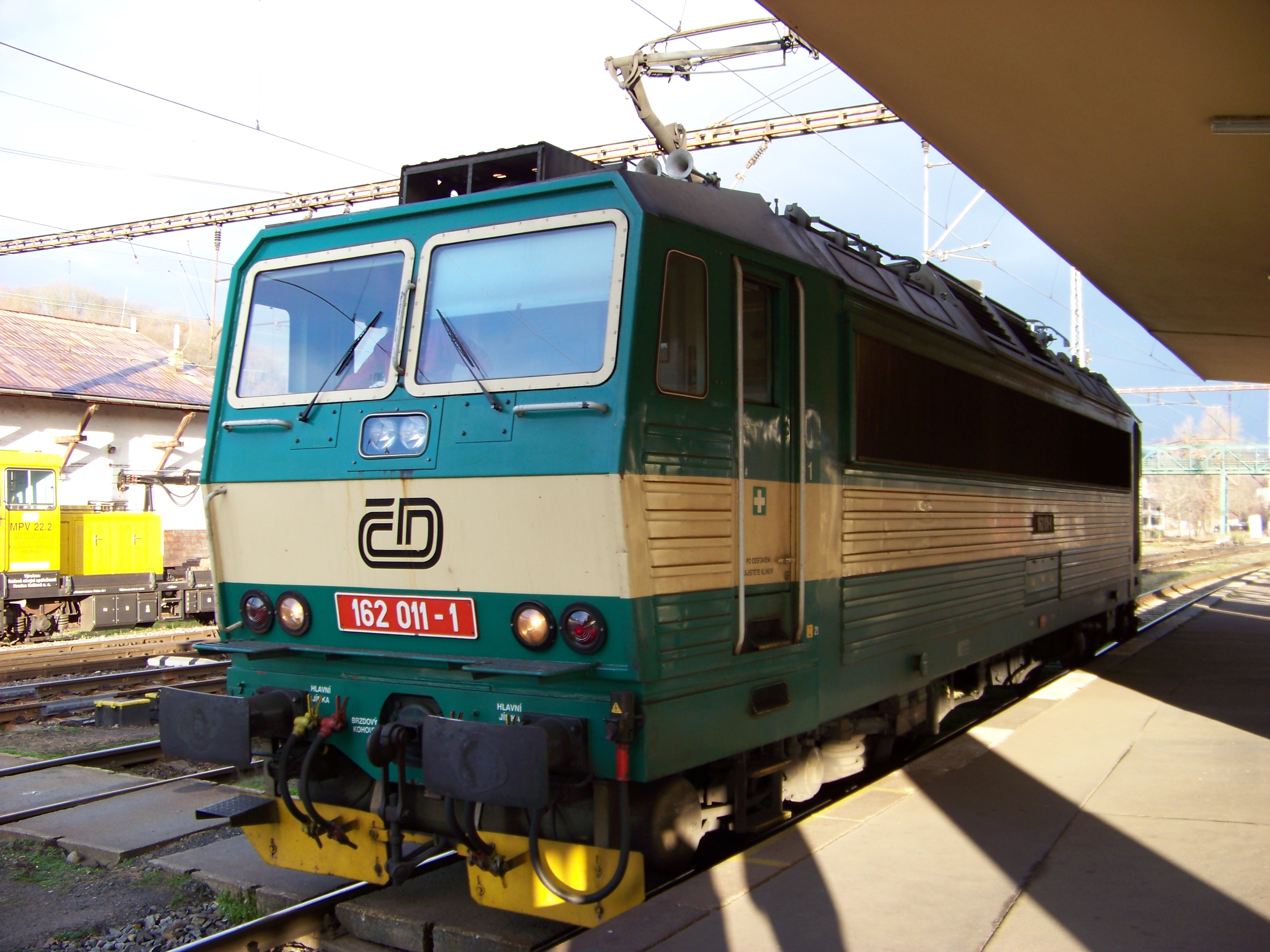
Lokomotiva 162.011, která v čele rychlíku 784 vykolejila po srážce s automobilem u Vraňan

Po nehodě se ukázalo, že uvíznutí automobilu na železničním přejezdu nebyla nehoda, ale pokus o pojistný podvod. Trojice pachatelů byla obviněna z pojistného podvodu a obecného ohrožení, za což jim hrozilo až deset let trestu odnětí svobody. Podle policie nezamýšleli srážku s vlakem, ale chtěli, aby jim pojišťovna vyplatila peníze za poškození podvozku, který byl údajně zničen na přejezdu. Policie se ale domnívala, že podvozek mohl být poškozen již dříve.
Kromě tří mužů s automobilem byl obviněn i výpravčí Vladislav Tomek, který zastavil provoz na jiné trati. Záznam komunikace mezi operačním důstojníkem Policie ČR a výpravčím zveřejnila internetová stránka www.rozzlobenimuzi.com, policie jeho pravost potvrdila. Komunikace probíhala následovně:
Výpravčí: „Haló.“
Policista: „No policie, Mělník. To jsou Vraňany nádraží?“
Výpravčí: „Vraňany nádraží, ano.“
Policista: „Pane výpravčí, prosím vás máme teďka zprávu, že na železničnim přejezdu mezi Lužcem a Horníma Beřkovicema na tý hlavní trati ňákej blbec sjel ze silnice a zůstal viset na kolejích, mimo přejezd, nepouštějte tam teďka nic, já tam hned posílam policejní hlídku.“
Výpravčí: „No, my tam teď nic nejedem, a pak mi zavolejte, ju?“
Policista: „Jo zavolám, samozřejmě.“
Výpravčí: „V pořádku.“
Policista: „Jo.“
Když operační důstojník místo popisoval hasičům, byl mnohem konkrétnější: „Je to na křižovatce ze šestnácky. Z jedné strany na Lužec a z druhé na Horní Beřkovice. Pojedete na Beřkovice a je to přejezd na trati na Ústí.“ Podle Drážní inspekce bylo obvinění výpravčího předčasné, vyšetřování vedly i České dráhy, které se snažily zjistit, proč k tomu nedorozumění došlo.
Organizátor pojistného podvodu byl odsouzen k trestu odnětí svobody na deset let, jeho dva komplicové, kteří se mu krátce před nastražením vozidla na přejezd neúspěšně pokusili čin rozmluvit, byli podmíněně odsouzeni na 1,5 a 2 roky se zkušební dobou 3 roky. Hlavní viník se obhajoval tím, že nehoda byla hlavně způsobena chybou drážních zaměstnanců, na což soudce reagoval tím, že se pachatel dopustil obecného ohrožení už jen tím, že z železničního přejezdu úmyslně sjel do kolejiště i s vědomím toho, že vozidlo bude těžké uvolnit a že se jedná o frekventovanou trať. V červnu 2008 byl hlavnímu viníkovi trest odvolacím soudem snížen na 4,5 roku.
Výpravčí se cítil nevinen a u soudu konstatoval, že „ta informace pro mě byla jasná, neměl jsem proto potřebu ji někde ověřovat“. Operační důstojník zase vypověděl, že si byl vědom toho, že z Vraňan vede vícero tratí, proto také řekl „na tý hlavní trati“. Pochybení výpravčího tedy spočívalo v tom, že si kvůli nejasnostem nevyžádal přesnější popis nebo že pro jistotu neuzavřel všechny tratě z Vraňan. Podle žalobce zastavil provoz na jiné trati, než požadovala policie. Soudkyně nakonec rozhodla ve prospěch výpravčího s tím, že neporušil žádný předpis Českých drah a že nebyla naplněna subjektivní stránka trestního činu, tedy nevědomé nedbalosti. Státní zástupkyně se však odvolala a krajský soud v Praze verdikt mělnického okresního soudu zrušil. V prosinci 2008 mělnický soud státní zástupkyni vyhověl a výpravčímu udělil podmíněný trest odnětí svobody na dva roky se zkušební dobou tři roky.

## Prevence

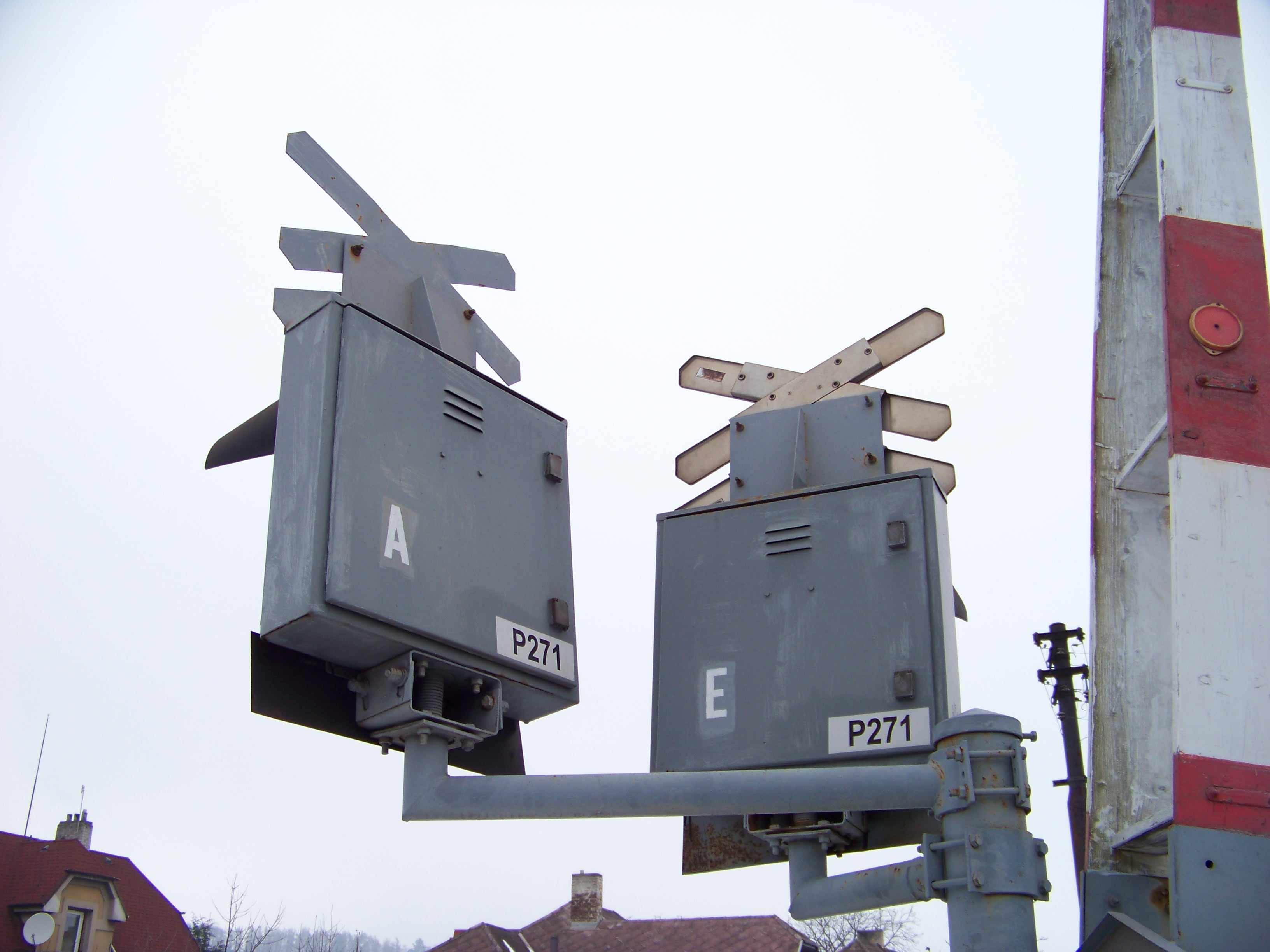
Číselné označení železničního přejezdu

Aby se už nikdy neopakovala situace, kdy dojde k záměně železničních přejezdů kvůli nedorozumění, tak Drážní inspekce v závěrečné zprávě z 11. července 2007 mezi jinými opatřeními navrhla, aby přejezdy všech provozovatelů dostaly unikátní čísla, která by na nich byla fyzicky vyznačena, a jejich databáze byla k dispozici integrovanému záchrannému systému. O rok a půl později, počátkem roku 2009, s tímtéž návrhem přišla SŽDC (pozdější Správa železnic), poté jej zkušebně zavedla v Libereckém kraji. Od 1. srpna 2009 byl systém v rámci státu unikátního (tj. každý přejezd má jiné číslo) číslování železničních přejezdů zaveden na celostátní dráze, státních i nestátních regionálních drahách a na železničních vlečkách v úsecích mimo uzavřené areály. Pro dráhy vlastněné státem je vyhrazena číselná řada P1 až P9000, pro nestátní regionální dráhy P9001 až P9999, pro vlečky P10000 až P99999. Označení je uvedeno černým písmem o výšce 5 cm na bílé samolepicí reflexní fólii rozměrů 21×7 cm, která se lepí ze zadní strany do ramene každého výstražného kříže nebo na rubovou stranu světelné skříně výstražníku. Správa železnic odpovídá za centrální evidenci přejezdů, vlastník dráhy za označení. Centrální databázi přejezdů, obsahující GPS souřadnice přejezdů a kontakty na příslušné výpravčí a dispečery DOZ, mají k dispozici operační a informační střediska Hasičského záchranného sboru ČR. Tramvajové dráhy nejsou do systému zahrnuty. Drážní inspekce ve zprávě z července 2007 doporučovala, aby na přejezdech byla uvedena i telefonní čísla na osoby provozovatele dráhy řídící dopravu v příslušných úsecích, tomuto doporučení však tehdejší provozovatel dráhy České dráhy ani přebírající Správa železnic (tehdy ještě jako SŽDC) nevyhověly.
Přejezdy jsou zpravidla číslovány na každé trati v aritmetickém sledu za sebou bez ohledu na typ a vybavení přejezdu nebo přechodu. Číslování začíná tratí Praha–Rakovník ve směru od Prahy, takže přejezd P1 (již neexistující) byl v Bubenské ulici v Praze-Holešovicích, P2 až P4 jsou v oblasti Letné a Špejcharu, P5 a P6 ve Starých Dejvicích atd.